# Anameristes
Anameristes is een geslacht van vlinders uit de familie van de Tortricidae (Bladrollers). Het geslacht werd voor het eerst wetenschappelijk beschreven door Common in 1965.

## Soorten
Het genus bevat de volgende soorten:

- Anameristes cyclopleura (Turner, 1916)
- Anameristes doryphora (Liu & Bai, 1986)